# Haruo Remeliik
Haruo Ignacio Remeliik (1. června 1933, Peleliu, Mandátní území Tichomořské ostrovy – 30. června 1985, Koror (stát), Palau) byl palauský politik s japonskými kořeny. Dne 2. března 1981 se stal prvním prezidentem Palau. Během svého funkčního období se zdráhal přijmout politiku prosazovanou Spojenými státy americkými. Prosazoval také úplnou denuklearizaci své země. Prezidentskou funkci zastával až do své smrti dne 30. června 1985. Po jeho smrti se prozatímním prezidentem stal Thomas Remengesau starší. Pohřben byl v Kloulklubedu na Peleliu.

## Funkce prezidenta
Po referendu o schválení palauské ústavy, která ze země udělal prezidentskou republiku pouze ve volném spojení s USA, proběhly v Palau v roce 1980 první prezidentské volby. Remeliik se ziskem 31 % hlasů volby těsně vyhrál a stal se tak prvním prezidentem Palau. Prezidentskou přísahu složil 2. března 1981. Jeho viceprezidentem se stal Alfonso Oiterong.
Přestože založil svou kampaň na odmítání volného spojení s USA a důraz kladl na palauský nacionalismus, po svém vítězství rychle ke smlouvě s Američany přistoupil. Odmítl však přítomnost jaderných zbraní v zemi a také prosazoval větší autonomii Palau. Dne 13. ledna 1983 bylo těsně schváleno nové referendum o změně některých ustanovení dohody o volném přidružení k USA, zejména v otázce přítomnosti jaderných zbraní v zemi. Před referendem Remeliik vyzval voliče, aby se v hlasování vyslovili pro. Nejen během Remeliikova funkčního období, ale i po celé desetiletí se opakovala referenda o otázkách úplného osamostatnění země a snahách Palau stát se členem OSN. Tato referenda však byla zamítnuta kvůli ústavnímu ustanovení, podle kterého bylo k jejich přijetí potřeba souhlasu 75 % voličů. Referendum bylo schváleno až v roce 1992, kdy byla tato podmínka zrušena.
V roce 1984 Remeliikova vláda uzavřela dohodu s britskou společností o vybudování elektrárny. Palauská vláda se zavázala, že bude mít dostatek financí na pokrytí této zakázky. Úspěch stavby vynesl Remeliikovi širokou volební podporu a umožnil jeho znovuzvolení do funkce prezidenta v roce 1984. Skandál nastal, když se při první platbě za elektrárnu ukázalo, že palauská banka je v bankrotu a palauská vláda nemá dostatek financí na zaplacení britské společnosti. Remeliik nejdříve tuto situaci odmítl komentovat, ale nakonec souhlasil s rozhovorem naplánovaným na 1. července 1985. K tomuto rozhovoru však již nedošlo, neboť byl o den dříve zastřelen.
Remeliik byl zastřelen na příjezdové cestě svého domu neznámým pachatelem. O šest měsíců později byli za vraždu zatčeni dva muži, kteří však byli později propuštěni. V březnu 2000 se bývalý prezidentský kandidát a usvědčený zločinec John O. Ngiraked přihlásil k odpovědnosti za spiknutí za účelem zabití Remeliika.